# BMW R1100RT
BMW R1100RT — туристичний мотоцикл BMW з горизонтально розташованим двоциліндровим двигуном. Він вироблявся з 1996 по 2001 рік на заводі BMW в Берліні в Шпандау, разом з кількома спорідненими моделями схожого дизайну, включаючи R1100R, R1100GS і R1100RS, з майже ідентичними двигунами, але різними налаштуваннями двигуна, рівнями оздоблення та деталями шасі.

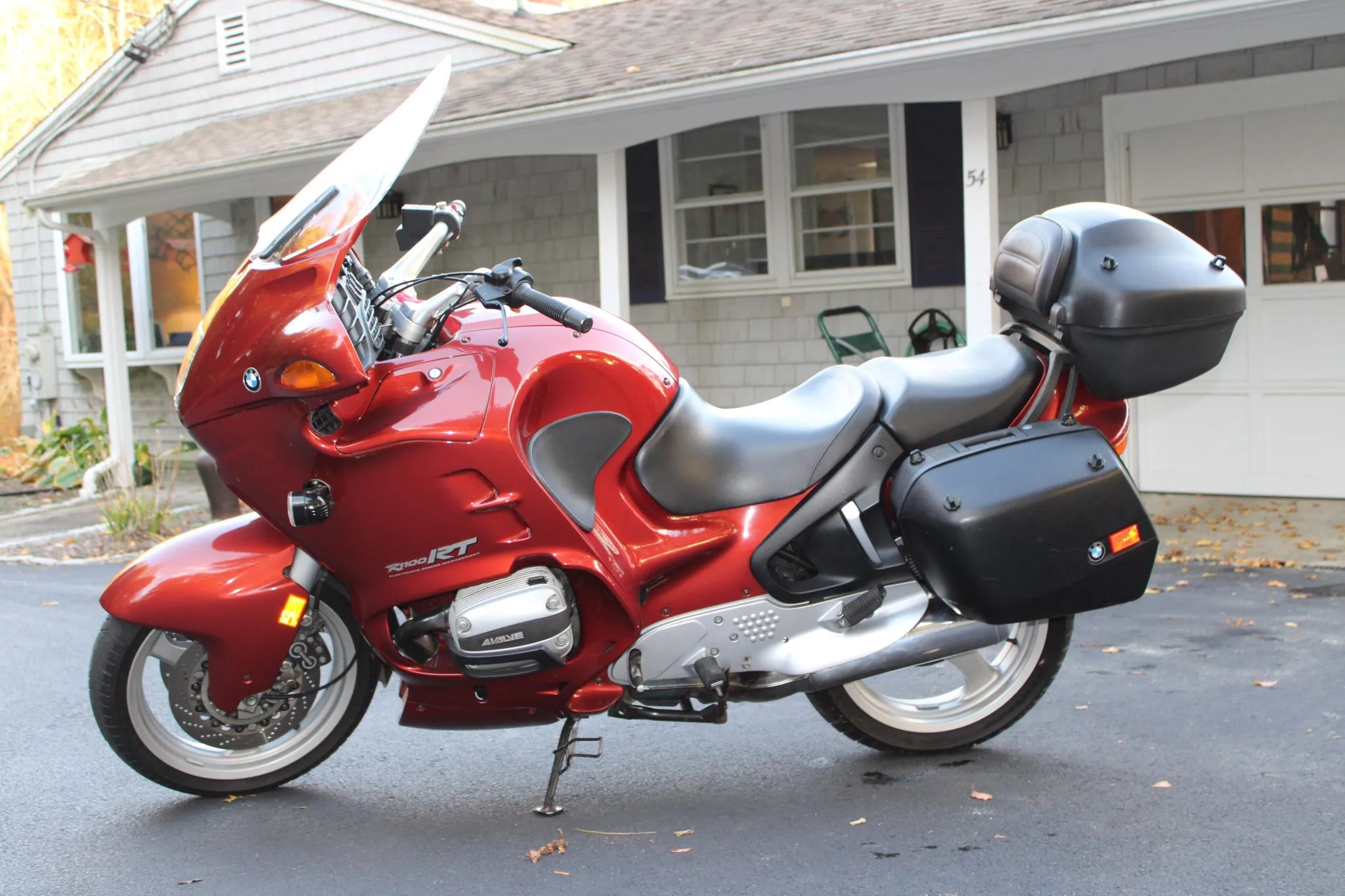
BMW R1100RT RED 1996

## Загальна інформація
R1100RT був випущений в 1996 році як наступник R100RT. На додаток до значних змін всього обтічника, потужність двигуна була значно збільшена з 44 до 66 кВт (60 до 90 к.с.), а об'єм збільшився з 971 см3 до 1085 см3. Він має діаметр циліндра 99 мм, хід поршня 70,5 мм і ступінь стиснення 10,7:1. Максимальна швидкість — 211 км/год, а час розгону від 0 до 100 км/год — 3,9 секунди.
У стандартну комплектацію мотоцикла входить антиблокувальна гальмівна система та регульований триходовий каталітичний нейтралізатор. Шасі складається з трьох частин: передньої та задньої рами, а також моторно-редукторного агрегату на лігандних підвісках. Підвіска спереду складається з телескопічного важеля, а ззаду — з маятникового важеля Paralever.
Паливний бак вміщує 25,2 л (6,6 галонів), 6 л (1,5 галона) резерву. Середня витрата пального становить 3,9 л на 100 км (~60 миль/год) при швидкості 86 км/год (~55 миль/год) або 4,7 л (50 миль/год) при швидкості 120 км/год (75 миль/год). Виробник рекомендує використовувати бензин з октановим числом не менше 95 RON / 91 октановим числом. Передні шини мають розмір 120/70 ZR 17, а задні 160/60 ZR 18. Вага мотоцикла становить 285 кг (628 фунтів) у спорядженому стані, а максимальне додаткове навантаження — 205 кг (452 фунти).

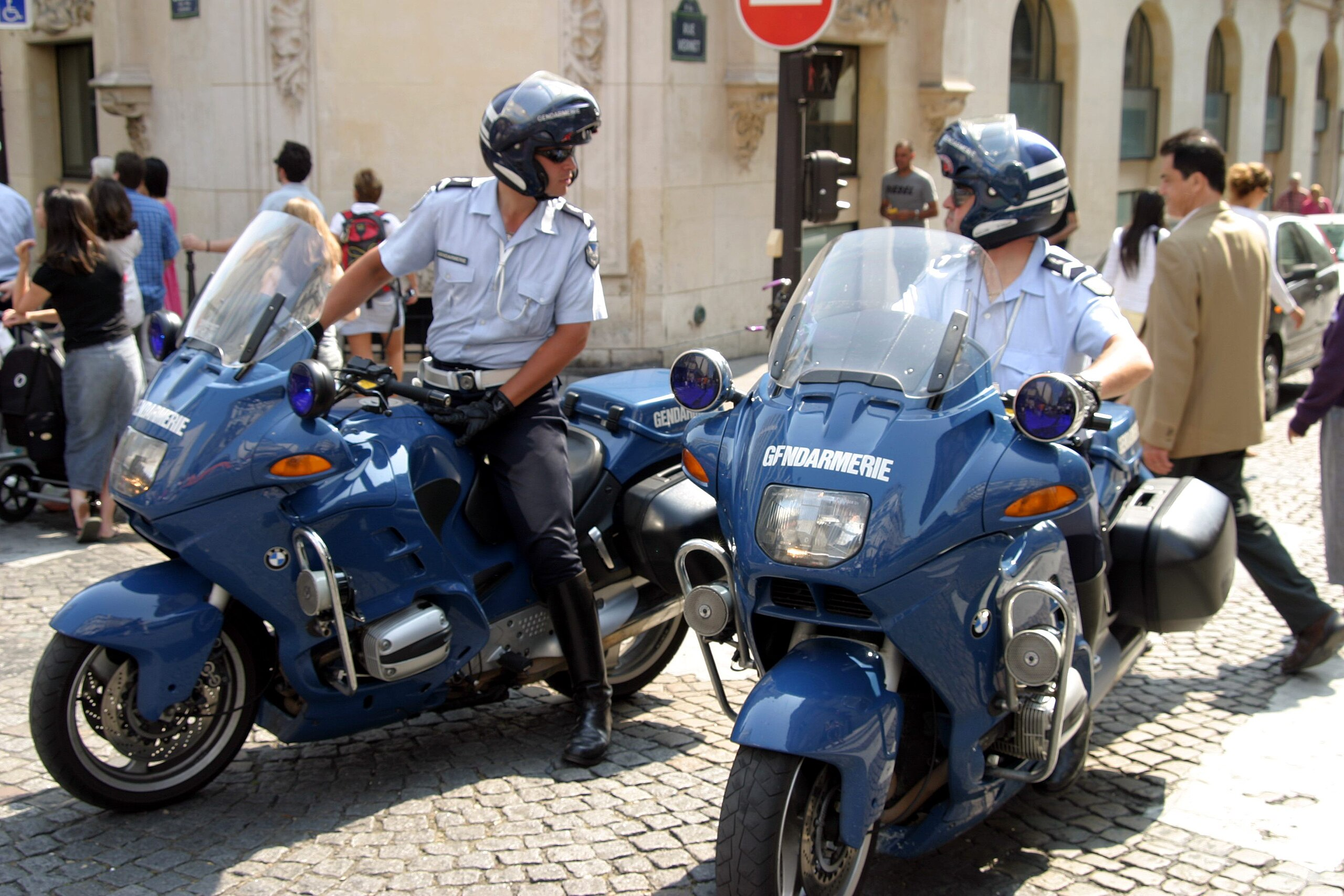
Жандармерія на BMW R1100RT

У 2001 році на зміну R1100RT прийшла модель R1150RT.
Туристичними мотоциклами з подібним обладнанням та характеристиками двигуна є Honda Pan-European, Honda Gold Wing та Triumph Trophy 1200.